# Bořivoj I.
Bořivoj I. (mezi 852/853? – 888/890?; latinsky Borzivogius) byl první historicky doložený český panovník. Pocházel z rodu Přemyslovců a podle kronikáře Kosmy byl synem bájného knížete Hostivíta. Jeho manželkou byla pravděpodobně od roku 874 Ludmila, chronologicky první osoba v českých dějinách prohlášená za svatou, dcera pšovského či lužickosrbského knížete Slavibora. Jeho syny byli Spytihněv I. a Vratislav I., vnuky pak svatý Václav a Boleslav I.
Po celou svou vládu Bořivoj podporoval velkomoravského knížete Svatopluka I., v roce 872 pravděpodobně bojoval na jeho straně v bitvě u Vltavy proti franckým vojskům vedeným mohučským arcibiskupem Liutbertem, a to společně s pěti dalšími knížaty Svatoslavem, Vitislavem, Herimanem, Spytimírem a Mojslavem. V sedmdesátých nebo osmdesátých letech přijal společně s manželkou Ludmilou na Moravě křest z rukou arcibiskupa Metoděje. Po návratu do Čech však proti němu vypuklo povstání, vedené jakýmsi Strojmírem. Bořivoj uprchl na Moravu a až se Svatoplukovou pomocí se znovu stal českým knížetem. Za jeho vlády byly v Čechách postaveny první kostely, a sice kostel svatého Klimenta na Levém Hradci a kostel Panny Marie na Pražském hradě. Po jeho smrti nebyli jeho synové ještě dospělí, proto se českým knížetem stal velkomoravský kníže Svatopluk.

## Prameny oBořivojoviI.
O Bořivojovi se zmiňuje hned několik středověkých textů. Nejznámější jsou tyto:
- Fuldské letopisy – schlettstadtský rukopis (napsán asi v 80. či 90. létech 10. století).[5]
- Kristiánova legenda – datum napsání je předmětem odborných debat (datace se pohybují od století 10., kam ji kladl kromě Dušana Třeštíka[6] i Josef Pekař,[7] až po století 14., toto datum určil například František Palacký[8]).
- Fuit in provincia Boemorum – i zde se historikové přou o dataci (od 10., až po 12. století).[pozn. 1]
- Kosmova kronika česká – napsána mezi lety 1119 až 1125.

## Teorie opůvodu

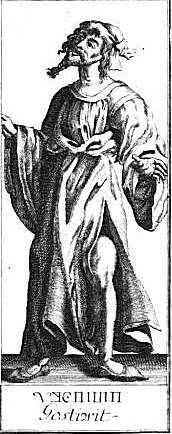
Hostivít, údajný otec Bořivoje I.

Otázka Bořivojova původu je neznámá, většina historiků však souhlasí s Kosmou, že Bořivoj pocházel z Čech. Příbuzenství mezi Přemyslovci a Mojmírovci je možné, kupříkladu sňatkem Svatopluka Velkomoravského s jistou nevěstou z Čech, která mohla být Bořivojovou sestrou, snad Sventoziznou. Podle jiné teorie, kterou navrhl Petr Šimík, měl být Bořivoj I. původem z Velké Moravy. Měl být synem Rostislava Velkomoravského. Rostislav poté založil hrad Praha a nazval se Přemyslem, tedy Přemyslem Oráčem. Rostislav měl mít syna Bořivoje a ještě za Rostislavova života se měl Bořivoj stát manželem Ludmily, za podmínky, že Ludmila přijme křest. Po Rostislavově oslepení se měl Bořivoj chopit vlády v Čechách. Tato teorie byla často podporována kosterními pozůstatky pod podlahou svatovítské rotundy v hrobu K1. Tyto pozůstatky byly považovány za tělo knížete Bořivoje. Lebka tohoto těla sdílí s lebkou z hrobu 12/59 v Sadech u Uherského Hradiště, považovaného za hrob knížete Svatopluka, ojedinělou anomálii zvukovodu; obě kostry mají také stejnou, byť tehdy běžně rozšířenou krevní skupinu. Ukázalo se však, že lebka z hrobu K1 není z doby Bořivojovy, ale je o století mladší.

## Život

### Narození
Bořivoj se podle Kosmy narodil jako syn bájného knížete Hostivíta. Jméno Bořivojova otce však není jisté, a proto se historici jménu Hostivít vyhýbají. Datum Bořivojova narození není přesně známé. Jako indicie mohou posloužit údaje z legendy Fuit in provincia Boemorum o věku, kterého se dožili jednotliví Přemyslovci. Podle legendy Bořivoj zemřel ve věku 36 až 38 let. Podle Dušana Třeštíka muselo být Bořivojovi v době bitvy u Vltavy více než 15 let. Protože bitva probíhala v roce 872, Bořivoj se musel pravděpodobně narodit před rokem 857. Když se v roce 888 narodil Vratislav, byl pravděpodobně Bořivoj stále naživu. Další nápověda se nachází ve Fuldských letopisech, podle nichž v roce 890 získal Čechy v přímé držení Svatopluk. Dušan Třeštík proto odečetl Bořivojův přibližný věk, kterého se dožil, od let 888–890, a získal tak datum jeho narození mezi lety 852–853.
Jiný názor zastával Josef Pekař, jenž datum Bořivojova narození určil mezi roky 857 a 858, Henryk Łowmiański, podle něhož se Bořivoj narodil roku 857, a Václav Chaloupecký, podle nějž se jednalo o rok 855.

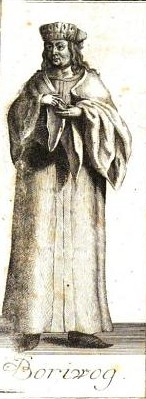
Bořivoj I. v Hájkově kronice

Jediná kronika, která udává přesný letopočet Bořivojova narození, je kronika Václava Hájka z Libočan z 16. století. Podle ní se měl Bořivoj narodit v roce 874, tedy dokonce později, než je o něm první písemná zmínka.
| „                 | Téhož léta (874) Miloslava urodila Hostivítovi krásného syna. I sezval Hostivít na radovánky mnoho vládyk a zemanův a učinil jim slavné hodování až za (po) tři dni a synu dáno jméno Bořivoj | “ |
| — Hájkova kronika | |   |

V osmnáctém a devatenáctém století se však proti Hájkovi postavili historikové Gelasius Dobner a František Palacký, kteří mnoho Hájkových výroků označili za pouhé výmysly. Od té doby Hájkově dataci Bořivojova narození badatelé nevěnují pozornost.

### Bitva uVltavy

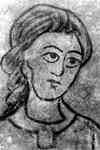
Bořivoj I. v rotundě svaté Kateřiny ve Znojmě

Situace na území dnešních Čech v 2. polovině 9. století nebyla jednoduchá, tamější knížata se musela rozhodnout, na jakou stranu se přidat. České země se tehdy nacházely mezi dvěma velkými říšemi. Na jedné straně stála Východofranská říše, na druhé pak Velká Morava.
Pravděpodobně již v roce 856 se některá knížata z dnešních Čech začala přiklánět k Velké Moravě, v roce 869 za pomocí Lužických Srbů dokonce zaútočila na francké území Bavorska a Durynska. Definitivní připojení pak přišlo po nástupu Svatopluka I. k moci v roce 871. Brzy poté na jaře 872 vyslal východofranský král Ludvík II. Němec, který odmítl nástup Svatopluka uznat, trestnou výpravu nejen proti Moravě, ale i proti jejím spojencům, tedy proti Čechům. Obě vojska se setkala kdesi u Vltavy, snad v oblasti Prahy.
| „                  | V měsíci květnu poslal proti moravským Slovanům Durynky a Sasy. Poněvadž s sebou neměli krále a nechtěli být mezi sebou svorní, dali se před nepřáteli na útěk, a když ztratili velký počet svých [lidí], s hanbou se vrátili. Ba vypráví se, že některá hrabata byla na útěku ženičkami té země zbita a kyji shazována s koní. Znovu byli někteří z Franků posláni na pomoc Karlomanovi proti uvedeným Slovanům, jiní byli určeni proti Čechům. Ti a pět knížat těchto jmen: Svatoslav, Vitislav, Heriman, Spytimír, Mojslav, (Goriwei), která se s velkým množstvím lidu pokoušela rozpoutat válku, obrátili s pomocí na útěk. Jiné pobili a jiné zranili, někteří utonuli též v řece Vltavě, ti však, kdož mohli uniknout, uchýlili se do měst. | “ |
| — Fuldské letopisy | |   |

V této bitvě Frankové, kterým velel mohučský arcibiskup Liutbert, drtivě zvítězili. Čechům se však podařilo uchýlit se do hradišť, ta již Frankové nedobyli, podařilo se jim ale velice poplenit zemi. Pak odtáhli zpět do Východofranské říše. Kromě zmínky o pěti českých knížatech, tedy Svatoslavovi, Vitislavovi (Vítěslavovi), Herimanovi (Heřmanovi), Spytimírovi a Mojslavovi je ve třech rukopisech zmíněno jako šesté jméno Goriwei. Od 19. století se jméno Goriwei považuje za zkomoleninu jména Bořivoj. Historici dodnes pátrají po důvodu, proč je Bořivojovo jméno zapsáno až jako šesté z pěti jmenovaných. Podle Františka Palackého byl Bořivoj zapsán jako šestý proto, že v bitvě u Vltavy sice nebojoval, ale byl jejich vrchním vládcem, proto si pisatel poznamenal toto jméno až na konec. Podle historika Václava Vaněčka se bojovalo proti knížatům z jihu Čech, Bořivoj možná využil prohry knížat z jihu Čech a právě po této bitvě jižní Čechy ovládl. Kvůli tomuto ovládnutí bylo jméno Goriwei později připsáno. Podle historika J. Čecha Bořivoj v Čechách vládl, ale pisatel Fuldských análu zkomolil jeho jméno na Heriman.
Právě bitva u Vltavy je hlavní indicií pro určení datace vlády Bořivoje I. Téměř všichni historici zabývající se vládou Bořivoje I. se domnívají, že Bořivoj v roce 872 vládl, musel tedy již vyrůst z chlapeckých let. Tyto domněnky odmítli historici Lubomír Emil Havlík a Rudolf Turek. Podle Havlíka Bořivoj v Čechách v roce 872 nevládl, jelikož byl příliš mladý. I Rudolf Turek se domníval, že Bořivoj v Čechách tehdy nevládl, na rozdíl od Havlíka se domníval, že Bořivoj byl ještě před bitvou u Vltavy vyhnán Strojmírem.

### Sňatek sLudmilou

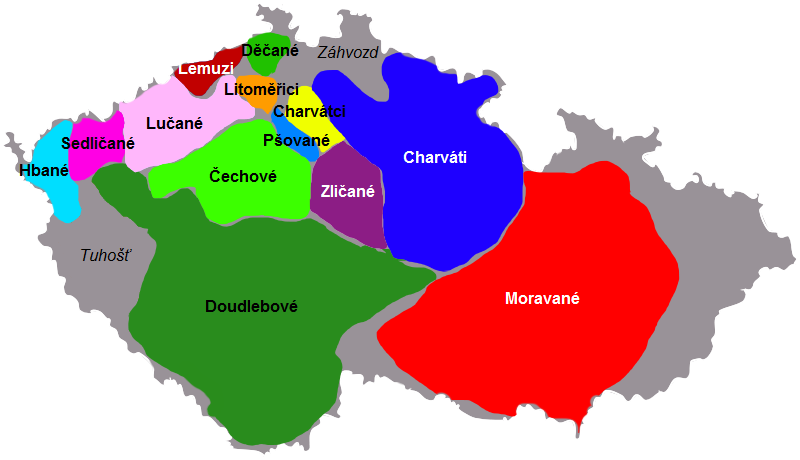
Území Čech v 9. století, území Českého knížectví světle zeleně

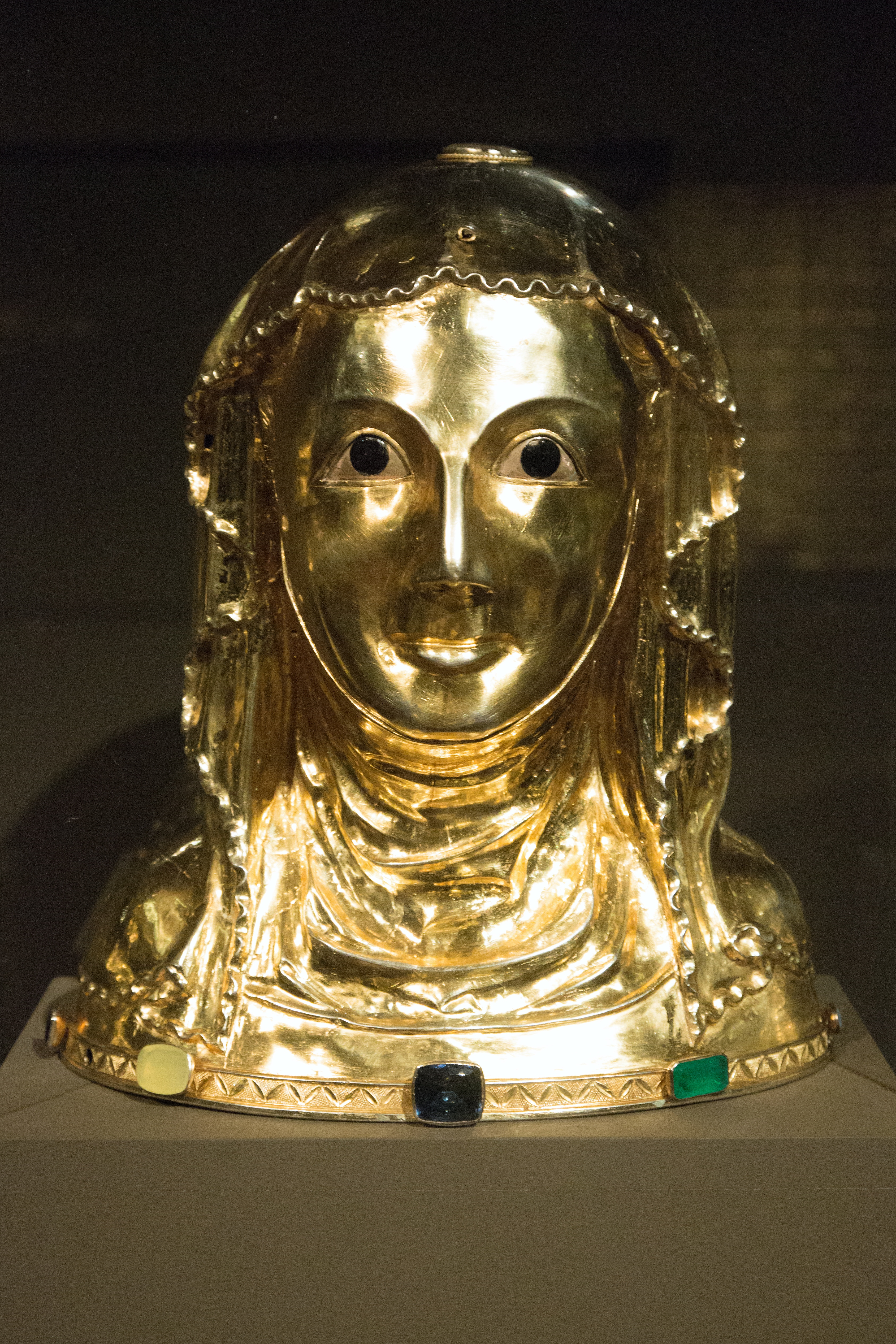
Relikviářová busta svaté Ludmily, manželky Bořivoje I.

Přemyslovci v 70. letech 9. století neovládali celé území obývané Čechy. Patřilo jim tehdy pouze území ve středních Čechách, na ostatních územích dnešních Čech se nacházela jiná knížectví, kterým vládlo několik knížat. Bořivoj pravděpodobně v roce 874 či 875 uzavřel sňatek s Ludmilou, dcerou Slavibora. Původ Ludmily je neznámý, možné jsou však dvě varianty. Podle první varianty pocházela Ludmila z Pšovského knížectví, které leželo na území dnešního Mělnicka. Podle druhé varianty, kterou reprezentuje Proložní legenda o svaté Ludmile, pocházela Ludmila ze země lužickosrbské, sňatkem s Bořivojem se tedy část Lužického Srbska stala součástí Čech.
| „                     | Měl také manželku jménem Ludmilu, dceru knížete Slavibora, z kraje slovanského, který se dříve jmenoval Pšov. | “ |
| — Kristiánova legenda | |   |

S Ludmilou měl Bořivoj podle legend tři syny a tři dcery, z pramenů jsou však známa jména pouze dvou synů. Nejstarší Spytihněv I., který se narodil brzy po sňatku, tedy v roce 875, a Vratislav I., který se narodil pravděpodobně v roce 888.

### Bořivojův křest
Česká knížata v 2. polovině 9. století nevyznávala křesťanství jako na Velké Moravě. Křesťanství pronikalo do české kotliny jen pomalu, podle Fuldských letopisů přijalo v roce 845 křest 14 českých knížat, pravděpodobně však bez úspěchu. První skutečný krok k christianizaci Čech učinil až Bořivoj.
| „                     | Druhého dne poučil vévodu i s třiceti dvořany, kteří s ním přišli, o základech víry, a když podle obyčeje vykonali obřadný půst, obrodil je přeposvátným pramenem křtu. | “ |
| — Kristiánova legenda | |   |

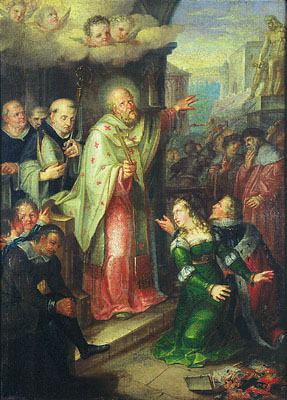
Křest Bořivoje I., autor Václav Ignác Leopold Markovský (1789–1846).

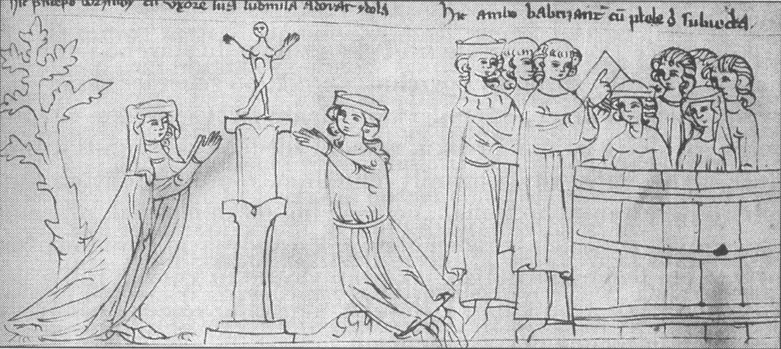
Křest Bořivoje s jeho ženou, svatou Ludmilou

Příběh Bořivojova křtu je zmíněn nejen v Kristiánově legendě, ale i v Kosmově kronice. Podle Kristiána měl být Bořivoj pozván na hostinu na dvůr velkomoravského knížete Svatopluka a  během hostiny pak musel jako pohan sedět na zemi. Tato historka není příliš uvěřitelná, i když zákaz společného jídla pohanů s křesťany představoval běžnou praxi karolínských misií v Korutanech a Panonii. Lítost projevil arcibiskup Metoděj, jenž se ho optal, proč tak vynikající muž se nestydí, že sedí na zemi s pasáky sviní. Následovala konverzace mezi Metodějem a Bořivojem a výsledkem bylo rozhodnutí Bořivoje dáti se pokřtít. Křest provedl sám arcibiskup Metoděj, kmotrem Bořivoje se stal pravděpodobně Svatopluk Velkomoravský. Poté Svatopluk a Metoděj Bořivoje bohatě obdarovali – mimo jiné mu dali kněze Kaicha, zřejmě proto, aby nově pokřtěný kníže vykonával své křesťanské povinnosti.

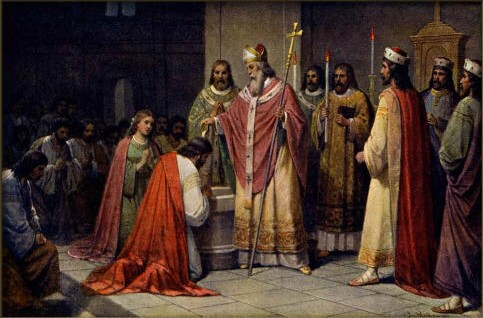
Josef Mathauser – Křest knížete Bořivoje a jeho manželky Ludmily

Křest byl pro Čechy velmi důležitý, jelikož od roku 845, kdy přijalo křest 14 českých knížat, patřily Čechy do západní sféry vlivu. Právě Bořivojův křest znamenal obrat k moravské sféře. Proto také není v legendě Crescente fide o Bořivojově křtu žádná zmínka. Ještě Josef Dobrovský se domníval, že Bořivoj byl pokřtěn nikoli Metodějem, ale řezenskými kněžími. Dva roky před jeho smrtí však byla objevena První staroslověnská legenda o svatém Václavu, která dokazovala přítomnost slovanského písemnictví v Čechách. Podle Oldřicha Králíka Kristián dokonce historkou s křtem Bořivoje myslel křest knížat v roce 845.
Datace křtu je nejistá, z Kristiána vyplývá, že křest provedl arcibiskup Metoděj, který se nacházel na Moravě poprvé v letech 870, poté od roku 873 až do své smrti v roce 885, křest se pravděpodobně musel odehrát někdy v tomto období. Co se týče roku, kdy ke křtu došlo, historikové se kloní k několika variantám. Podle Rudolfa Turka přijal Bořivoj křest na přelomu let 869 a 870, jelikož si měl Kosmas splést jméno velkomoravského knížete a Svatopluka zaměnil za Rostislava. František Palacký soudil, že přijal křest v roce 874, tedy brzy po Metodějově propuštění z franckého vězení,, tento názor zastával i Josef Pekař. Podle archeologa Ivana Borkovského ke křtu došlo před rokem 880, kdy na Svatoplukově dvoře začala získávat převahu latinská liturgie. Václav Novotný soudil, že Bořivoj přijal křest mezi lety 882 až 885, neboť právě od roku 882 měl Svatopluk tolik moci, aby mohl Bořivoje pokřtít, a tím získat úplnou moc nad Čechy. Henryk Łowmiański se na základě legendy Fuit in provincia Boemorum domníval, že byl Bořivoj společně se synem Spytihněvem pokřtěn mezi lety 882 a 884. Podle Dušana Třeštíka byl Bořivoj pokřtěn na jaře roku 883, vycházel z toho, že Bořivojův křest by byl záminkou pro vojenskou akci východofranckého krále Karla III. Mezi Svatoplukem a Karlem od roku 874 do roku 882 trval mír. Bořivojově křtu podle Třeštíka předcházela intervence do Čech, uskutečněná na jaře 883, brzy poté byl Bořivoj pokřtěn.

### Povstání proti Bořivojovi

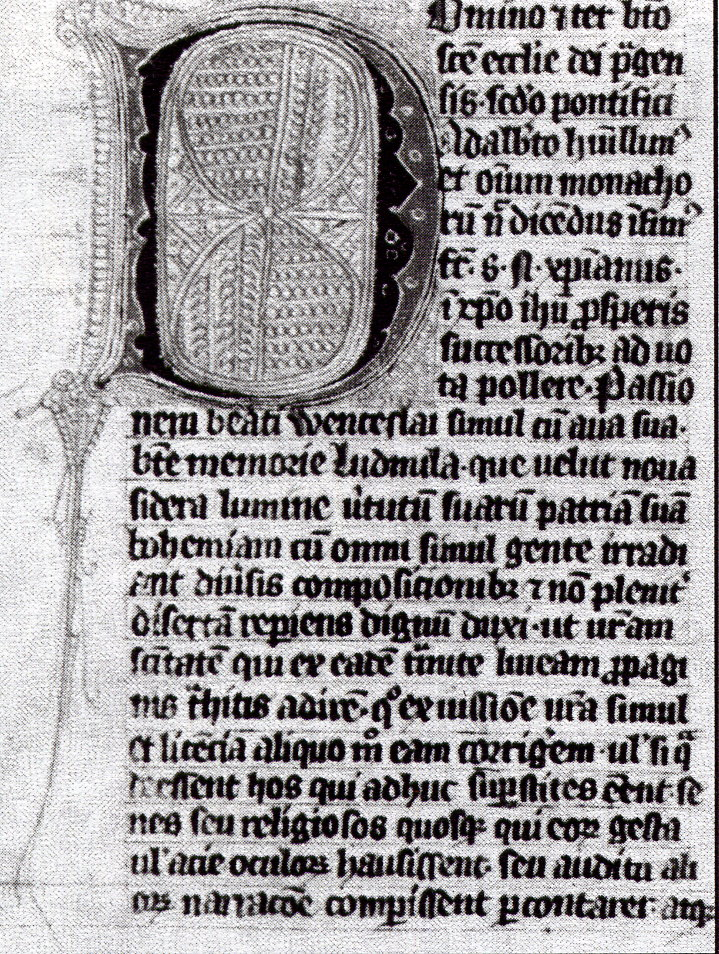
List z manuskriptu Kristiánovy legendy

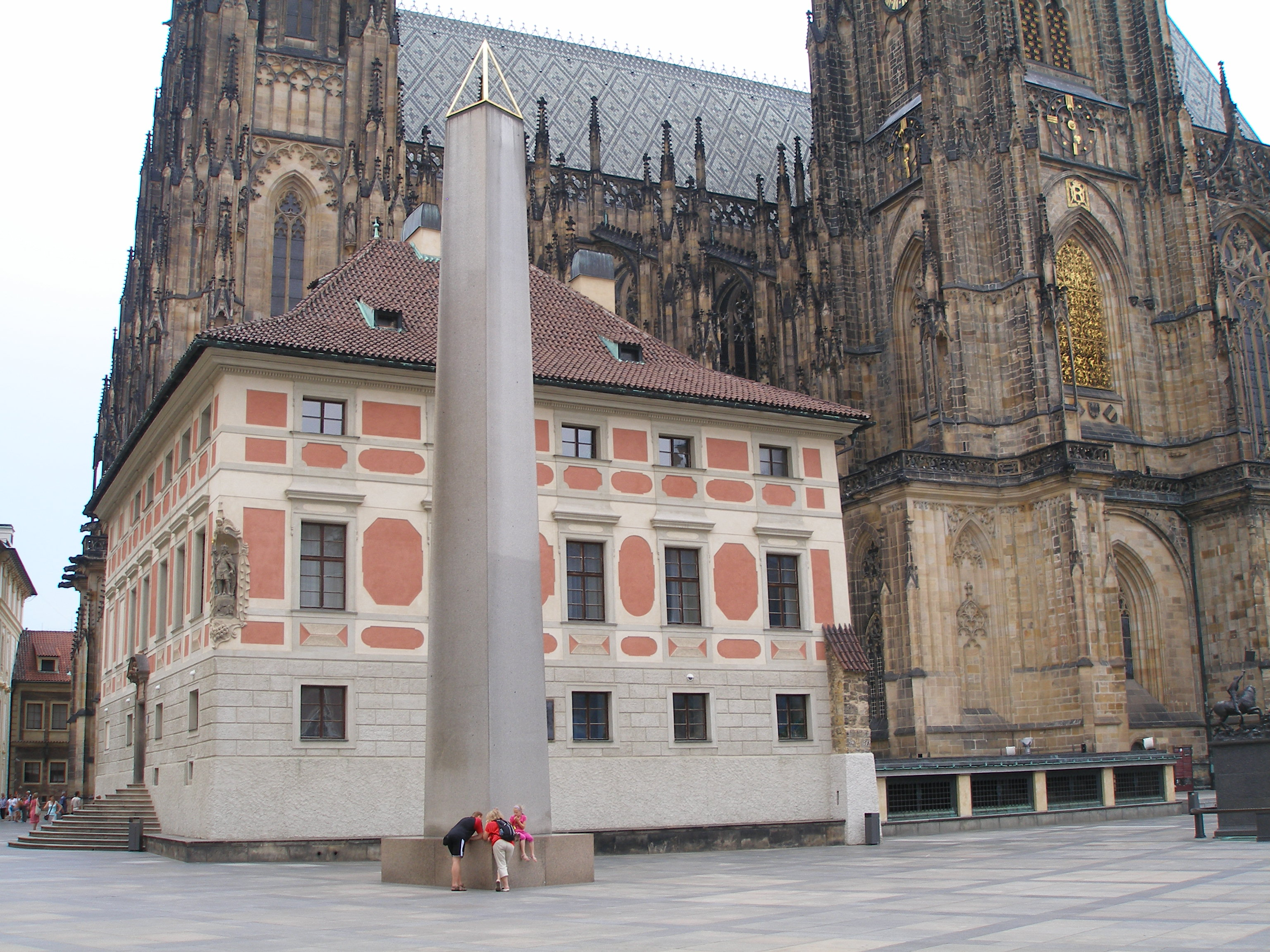
Vrcholek Žiži, kde v místech nynějšího obelisku stával kamenný stolec

Po návratu z Velké Moravy nechal Bořivoj vystavět na Levém Hradci kostel zasvěcený svatému Klimentovi. Brzy poté vypuklo proti Bořivojovi povstání, do jehož čela dosadili Strojmíra, pravděpodobně příbuzného Bořivoje. Bořivoj utekl na Moravu ke svému spojenci Svatoplukovi Velkomoravskému. Povolání nejspíš nesouviselo s otázkou náboženství, neboť Strojmír byl křesťanem. Pravděpodobně souviselo se spory o orientaci na Velkou Moravu. Bořivoj jako zastánce moravských pořádků byl pro Čechy zřejmě nepohodlný, proto byl vyhnán a na stolec byl dosazen Strojmír jako zastánce východofranské říše.
| „                     | Povstanou proti němu svorně a jednomyslně a snaží se ho vypuditi ze země, by pokoušejí se i života ho zbaviti. Když to kníže poznal, odešel od nich a znovu se uchýlil na Moravu ke králi Svatoplukovi a k biskupu Metodějovi. I byl od nich přijat s velkou slávou a jak se slušelo a přebývaje u nich po nějakou dobu seznámil se dokonaleji s naukou Kristovou. Ale svrchu řečený lid, setrvávaje ve své nepravosti, nějakého Strojmíra, jehož jméno se do latiny překládá rege pacem... | “ |
| — Kristiánova legenda | |   |

O původu Strojmíra existuje několik teorií. Podle historika Rudolfa Turka byl Strojmír totožný s knížetem Spoitimarem, který bojoval u Vltavy společně s dalšími knížaty. Podle Kristiána žil Strojmír do doby, kdy propuklo povstání proti Bořivojovi, ve vyhnanství u Němců. Ve vyhnanství žil tak dlouho, že zapomněl mluvit svou rodnou řečí. To ovšem vzbudilo nespokojenost těch, kteří ho zvolili, protože se nemohli s novým knížetem dorozumět. Bořivojovi přívrženci této nespokojenosti využili a snažili se lid proti Strojmírovi ještě více popudit.
| „                     | Neboť ten vévoda, kterého si vyvolili, ačkoli z nich pocházel, zapomněl v dlouhém vyhnanství mluvit rodnou řečí. A proto je zavržen od svých vlastních voličů, kteří především sami sebe obviňovali, že si zvolili takového člověka, jehož hlasu ani řeči nejsou s to rozuměti a k jehož uším neznalým jejich jazyka nemůže proniknout jejich volání. A protože řízením prozřetelnosti boží svrchu vzpomenutý kníže Bořivoj tam zanechal při svém odchodu přemnoho přátel, jedná se v jejich řadě o tom, jak by se ukrotilo smýšlení lidu rozlíceného proti laskavému vladaři a jak by se popudilo vší mocí proti zrádnému vetřelci k jeho záhubě. | “ |
| — Kristiánova legenda | |   |

Podle Kristiánovy legendy se obě strany, Strojmírova i Bořivojova, proto dohodly, že vyjdou z Prahy a na poli uváží, jak se rozhodnout. Strojmírovci se však potají ozbrojili (skryli si zbraně pod šaty) a dohodli se, že na tajné heslo, které znělo: „Proměňme se!“, které zvolá jeden z nich, odkryjí zbraně a pobijí muže na Bořivojově straně. Straníci knížete Bořivoje se však o této lsti dozvěděli a také se ozbrojili. Poté, co se ozvalo heslo smluvené stranou Strojmíra, odkryli podporovatelé knížete Bořivoje zbraně a zahnali straníky Strojmíra na útěk. Sám Strojmír poté utekl do ciziny a z Moravy byl do Čech povolán zpět Bořivoj. Celý sběh událostí se měl udát mezi lety 883 až 885.
Podle varianty, kterou navrhl Zdeněk Měřínský, utekl Bořivoj na Velkou Moravu ke Svatoplukovi, kterého žádal o pomoc. Ten byl však až do podzimu roku 884 zaměstnán boji v Panonii, a proto asi neměl dostatek sil pomoci Bořivojovi k zásahu v Čechách. Bořivoj se proto zdržoval v moravském vyhnanství. Povstání v Čechách mohl tedy Svatopluk potlačit nejdříve až po bojích v Panonii. Tuto variantu podporuje také text Kristiána, který tvrdí, že po pobití straníků Strojmíra poslali Bořivojovi straníci pro Bořivoje na Moravu.

### Poslední léta života a smrt

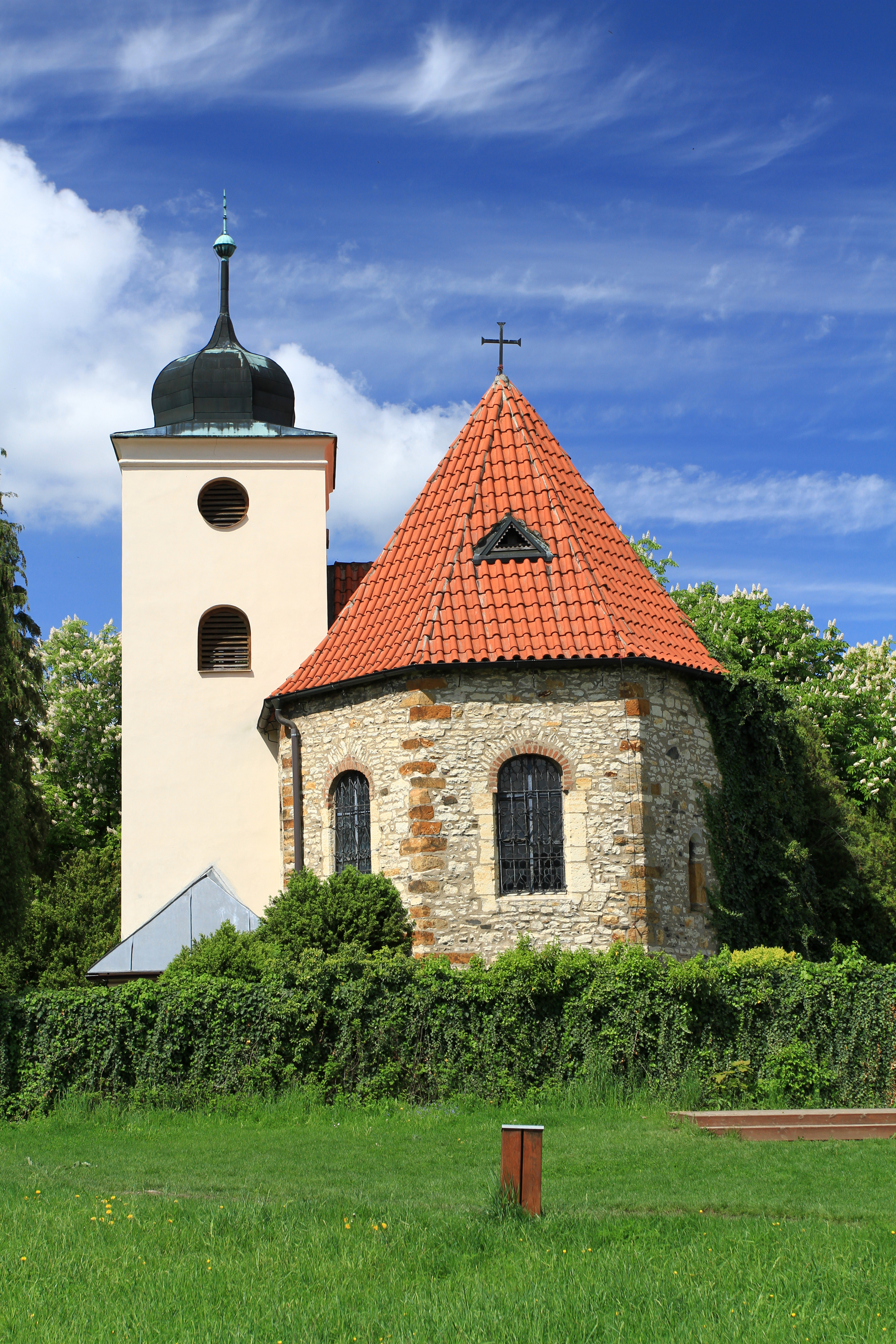
Kostel svatého Klimenta na Levém Hradci, založený Bořivojem I.

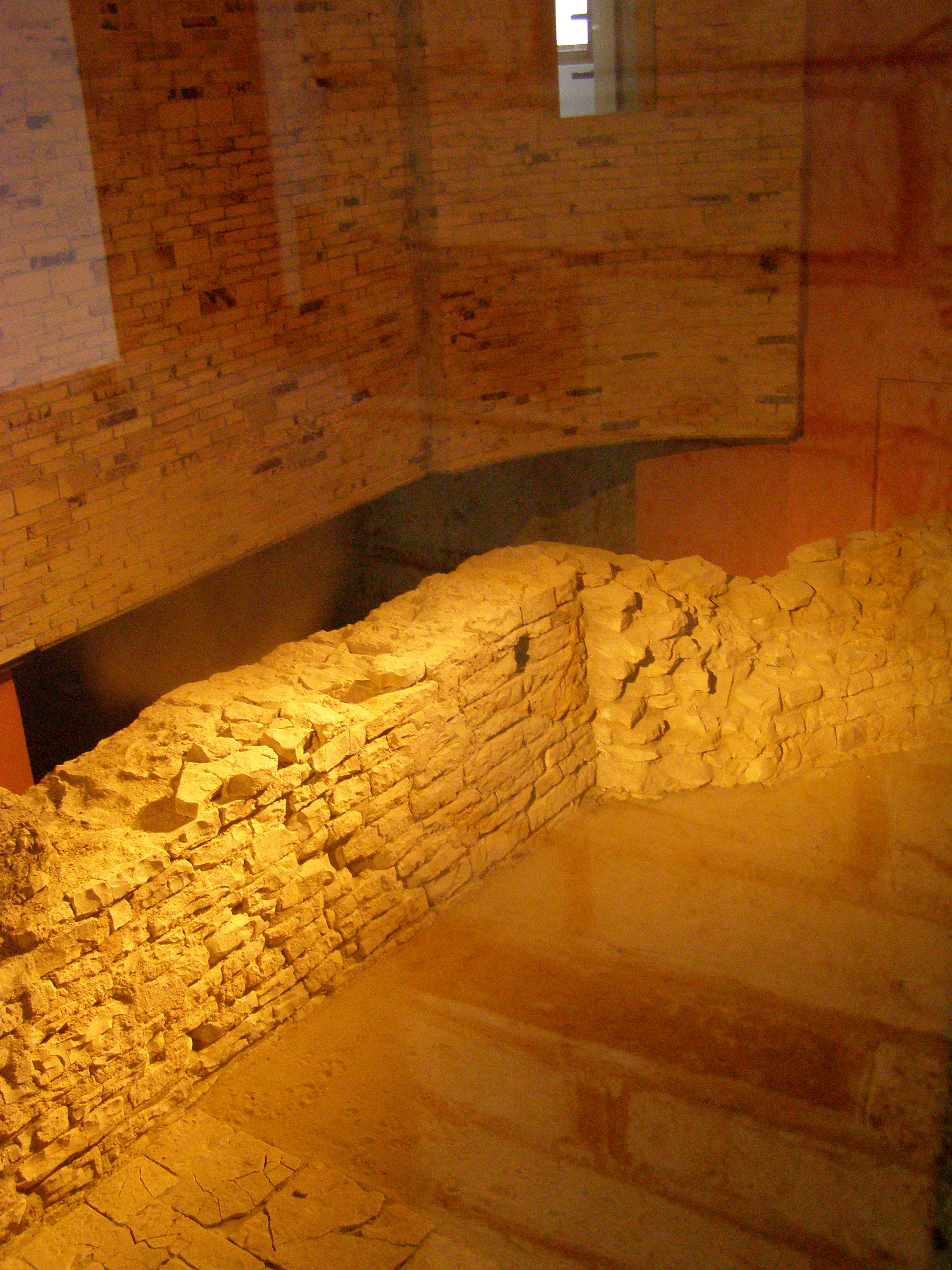
Pozůstatky kostela Panny Marie na Pražském hradě, založeného Bořivojem I.

Společně s návratem Bořivoje se dá předpokládat i přítomnost velkomoravských bojovníků. Po Bořivojově návratu nechal podle Kristiána Bořivoj vystavět a založit kostel Panny Marie v Praze, jak slíbil ve vyhnanství na Velké Moravě. Stalo se tak v blízkosti vrcholku Žiži, na kterém stál kamenný stolec, kde probíhal nastolovací proces českého knížete. Pravděpodobně v roce 888 se Bořivojovi a jeho ženě Ludmile narodil syn Vratislav I., který vládl českému knížectví po smrti jeho bratra Spytihněva.
| „                     | A dokonav běh času svého a naplniv dobrými skutky své dni, uzavřel den poslední dovršiv třicátý pátý rok svého života. | “ |
| — Kristiánova legenda | |   |

Datace Bořivojovy smrti, stejně jako většina dat v jeho životě, je nejistá. V roce 888, kdy se Bořivojovi narodil syn Vratislav, byl ještě naživu. V březnu 890 při schůzce na Omuntesperchu v Panonii východofranský král Arnulf Korutanský Čechy propůjčil Svatoplukovi. Češi totiž neměli knížete z vlastního rodu. Bořivoj byl tedy již po smrti. Zemřel tedy někdy mezi roky 888 až 890 s tím, že pozdější datum však není tolik pravděpodobné. V době smrti mu bylo asi třicet šest let. Po jeho smrti byli jeho synové příliš mladí na to, aby mohli převzít vládu. Českým knížetem se proto stal velkomoravský kníže Svatopluk.

## Zakladatelská činnost
| „                     | A když jej ve víře Kristově plně vzdělal, dovolil mu, obohativ ho mnohými dary, aby se vrátil domů, a dal mu s sebou kněze ctihodného života jménem Kaicha. Navrátivše se pak domů, usadili řečeného kněze na hrádku, jehož jméno bylo Hradec, a založili tam kostel ke cti blahoslaveného Klimenta... | “ |
| — Kristiánova legenda | |   |

S Bořivojovou vládou je spjata výstavba prvních kostelů na území Čech. První kostel byl postaven a vysvěcen hned po Bořivojově křtu na Velké Moravě. Nechal ho postavit na Levém Hradci a byl zasvěcený svatému Klimentovi, jehož kult přinesli na Velkou Moravu bratři Konstantin a Metoděj. Kostel byl dřevěný, stával na místě dnešního kostela svatého Klimenta na Levém Hradci. V době knížete Bořivoje bylo také na Levém Hradci vystavěno nové, dokonalejší opevnění.
Druhý kostel, který nechal Bořivoj vystavět, byl zasvěcen Panně Marii a byl postaven nedaleko kamenného stolce, na místě dnešního průchodu z druhého na čtvrté nádvoří Pražského hradu. Kostel byl postaven brzy po návratu z vyhnanství z Velké Moravy, kam ho vyhnal vzdorokníže Strojmír. Bořivoj ho začal podle názoru Ivana Borkovského budovat mezi lety 880 a 890, podle Dušana Třeštíka v roce 885. Neví se, proč Bořivoj nechal vystavět kostel zde. Možným důvodem mohl být kamenný stolec, který stál na vrchu Žiži, jenž se nacházel nedaleko kostela. Důvodem k výstavbě kostela na tomto místě mohlo být i to, že tu bylo Bořivojovo nové sídlo. Dušan Třeštík se však kloní k variantě, že Bořivoj na místo dnešního Pražského hradu nepřesídlil, na Pražský hrad se podle Třeštíka přesunul pravděpodobně až kníže Spytihněv I. Snad z doby Bořivoje I., možná z doby knížete Spytihněva je u kostela Panny Marie patrný první křesťanský hřbitov v Čechách.

## Architektura za časů BořivojeI.

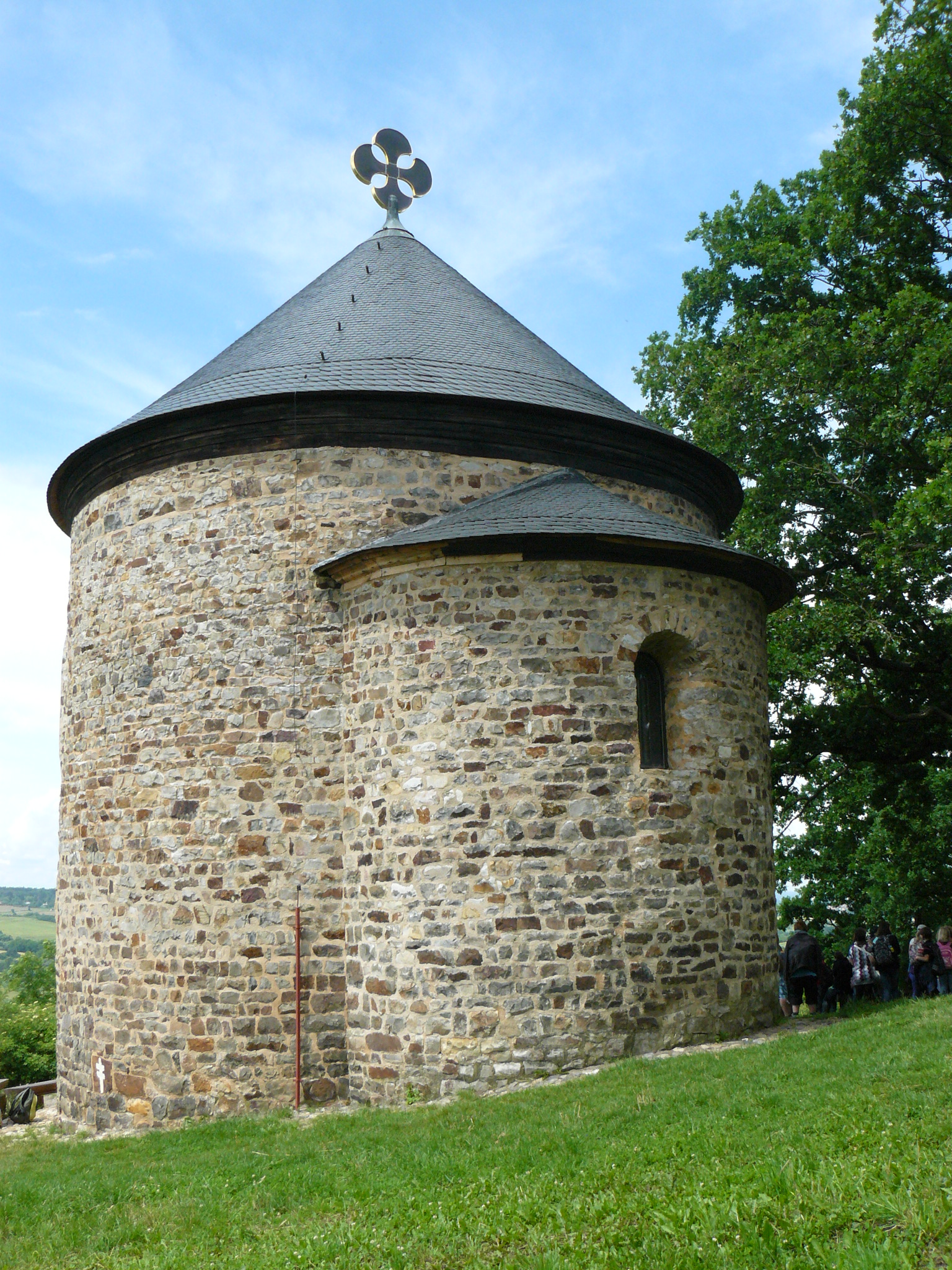
Rotunda s apsidou je dodnes vidět na některých stavbách, jako například u rotundy svatého Petra a Pavla ve Starém Plzenci (na obrázku)

Architektura za časů Bořivoje I. byla inspirována architektonickou tradicí velkomoravských staveb – běžnou formou tak byla rotunda s apsidou. Tento architektonický styl vydržel do založení pražského biskupství, poté přišly do českého prostředí první německé architektonické vlivy. Podle archeologa Michala Lutovského se Bořivoj inspiroval velkomoravskými stavbami, když na Velké Moravě pobýval jako vyhnanec před Strojmírem. Architektonické styly staveb a opevněních na hradištích však za Bořivoje I. výraznou změnou neprošly, nebo o tom nejsou zprávy. Hradiště se tehdy skládala z opevněné akropole, opevněného předhradí, valů a hradeb. Dále nechyběla ani obydlí. Do dnešní doby se však na hradištích nedochovalo nic, ani členitosti terénů, ve většině byla zničena různými zemědělskými, stavebními nebo těžebními aktivitami.

## Hodnocení vlády

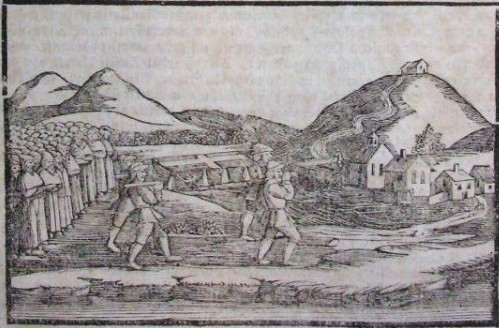
Pohřeb Bořivoje I. v kronice Václava Hájka z Libočan

Již od Františka Palackého byl Bořivoj posuzován jako první panovník, který přijal křest a výrazně pomohl ke christianizaci českého státu. Právě Bořivoj založil v Čechách první kostely. Na zakladatelskou činnost poté navázali jeho synové, Spytihněv I. a Vratislav I. Povedlo se mu zlomit moc „kmenových“ institucí a za pomoci Svatoplukovy Velké Moravy získal před ostatními vládci Čech předstih, jenž se konkurenčním rodům již nikdy nepodařilo vyrovnat. Jeho knížectví se počalo jednoznačně vyvíjet směrem k raně feudálnímu státu a zároveň se stal Svatoplukovým zástupcem v Čechách. Byl to první historicky doložený představitel rodu Přemyslovců, panovníci z této dynastie vládli Českému knížectví a později i Českému království až do roku 1306.

## Odkaz vliteratuře a umění
Pravděpodobně nejstarší vylíčení Bořivojovy osobnosti se nachází v Kristiánově legendě. Kristián ho vylíčil jako prvního budovatele míst svatých, shromažďovatele kněží a zakladatele křesťanské víry v Čechách, tehdy ovšem ještě nepatrně rozšířené. Právě Kristián také vylíčil Bořivojův život. Ostatní pozdější kroniky se zmiňují pouze o tom, jak Bořivoj přijal křest. Nejstarší český kronikář Kosmas o Bořivojově životě napsal pouze jednu větu. V Dalimilově kronice prý Bořivoj po křtu denně dával každý den almužny a přispíval na stavby kostelů. O Bořivojovi se zmiňují také kronikáři z doby Karla IV., například Přibík Pulkava z Radenína a Jan Marignola a dále v 16. století i Václav Hájek z Libočan.
V 21. století se stal Bořivoj I. hrdinou románů spisovatele Jiřího Bílka První kníže, aneb, Předtucha moci a První kněžna, aneb, Závrať moci  a také spisovatele Jana Bauera Ve službách Svatoplukových. Jako vedlejší postava je zmíněn v románech Kněžna Ludmila od spisovatelky Hany Whitton a v knize Hříšná světice od Jana Bauera.

## Potomci
Bořivoj byl ženat pouze jednou se svatou Ludmilou (860 – 15. září 921) ∞ 874?. Podle Kristiána a legendy Fuit in provincia Boemorum měl Bořivoj s Ludmilou tři syny a tři dcery.
- Spytihněv I. (875? – 915) český kníže ∞ Neznámá manželka[17]
- Vratislav I. (888? – 13. února 921) český kníže ∞ 906?, Drahomíra ze Stodor[113]
- Neznámý syn (? – ?)
- Neznámá dcera (1) (? – ?)
- Neznámá dcera (2) (? – ?)
- Neznámá dcera (3) (? – ?)[114]